# Educação sobre mudanças climáticas
A educação sobre mudanças climáticas é voltada para a discussão e sensibilização sobre os impactos da crise climática. É um processo composto por ações para educar, empoderar e engajar pessoas sobre políticas e ações sobre mudanças climáticas .
A educação climática considera que o envolvimento da população, além do governo e dos pesquisadores, é importante para a conscientização como parte do problema mas também para buscar soluções.  Mudanças de comportamento e de atitudes podem ser desencadeadas por processos educativos. E a educação pode ajudar as pessoas a tomar decisões relativas a mudanças climáticas embasadas em informações

## Cenário internacional
A educação climática é mencionada na Convenção Quadro das Nações Unidas para a Mudança do Clima (CQNUMC ou UNFCCC) , artigo 6, e no Acordo de Paris, artigo 12, sendo englobada dentro das Ações para Empoderamento sobre o Clima (ACE) .
Em 2010 a UNESCO lançou um material sobre Educação Climática, descrevendo um programa para desenvolver a Educação Climática para o Desenvolvimento Sustentável. Usando abordagens educacionais inovadoras, esse programa busca para atingir  uma audiência ampla, principalmente os jovens, a compreender, mitigar e se adaptar aos impactos das mudanças climáticas. Além disso tem como objetivo encorajar mudanças comportamentais para um mundo mais sustentável e cidadãos mais conscientes sobre o tema.

## Cenário brasileiro

### Dia Nacional da Conscientização sobre Mudanças Climáticas
O Dia Nacional de Conscientização sobre as Mudanças Climáticas foi instituído pela Lei N°12.533 de 2011 a ser comemorado todo 16 de março. A lei não menciona o termo educação climática, mas enfatiza que nessa data escolas deverão promover ações (atos, eventos, debates e mobilizações) relacionadas à proteção dos ecossistemas brasileiros 

### Campanha Junho Verde - PNEA
A educação climática é mencionada de forma indireta na Política Nacional de Educação Ambiental (PNEA). Atualizações inseridas pela Lei n° 14.393 de 2022 mencionam no artigo 13-A a campanha anual Junho Verde. Essa campanha deve abordar, entre outros assuntos, o debate sobre mudanças climáticas e impactos nas áreas urbanas e rurais do país e deve ser promovida pelos poderes públicos em parceria com escolas, universidades, empresas, comércio, igrejas, comunidades tradicionais e populações indígenas e entidades da sociedade civil .

### Plano Nacional de Adaptação à Mudança do Clima
Em 2016 o governo brasileiro lançou o Plano Nacional de Adaptação à Mudança do Clima , para promover a gestão dos riscos climáticos e estratégias de adaptação. O Plano conta com uma agenda e diversos objetivos, metas, iniciativas e responsáveis pela elaboração de ações divididos em 3 objetivos. O objetivo 1 "Ampliação e disseminação do conhecimento científico, técnico e tradicional: produção, gestão e disseminação de informação sobre o risco climático" está relacionado à educação climática.

### Projetos relacionados à educação climática no Brasil
Há diversos projetos que buscam ampliar o debate na sociedade sobre soluções climáticas e ações para mitigação e adaptação. Alguns trabalham diretamente nas comunidades, outros buscam engajar diversas instituições para organizarem ações de educação climática dentro e fora da sala de aula. Abaixo vemos alguns dos projetos que atuam no Brasil:
- Centro Brasil no Clima[9]
- Climate Reality Project Brasil[10]
- World Wide Teach-In: Climate and Justice[11]
- Youth Climate Leaders (YCL)[12]